# Cibahayu
Cibahayu is een bestuurslaag in het regentschap Tasikmalaya van de provincie West-Java, Indonesië. Cibahayu telt 4481 inwoners (volkstelling 2010).